# Wybory prezydenckie w Stanach Zjednoczonych w 1844 roku

Mapa wyborcza Stanów Zjednoczonych w 1844 roku. Liczba na mapie określa liczbę przedstawicieli stanu w Kolegium Elektorów

Wybory prezydenckie w Stanach Zjednoczonych w 1844 roku – piętnaste wybory prezydenckie w historii Stanów Zjednoczonych. Na urząd prezydenta wybrano Jamesa Polka, a wiceprezydentem został George Dallas.

## Kampania wyborcza
W latach 40. XIX wieku w USA dominowało hasło „Boskiego Przeznaczenia”, polegającego na polityce ekspansji kraju i zajęciu całego kontynentu. Partie polityczne rozważały korzyści płynące z poparcia idei aneksji Teksasu i Oregonu. Nierozłącznie wiązał się z tym problem niewolnictwa. Partia Wigów, obawiając się wojny z Meksykiem, nominowała Henry’ego Claya – przeciwnika aneksji Teksasu. Partia Demokratyczna, która postanowiła przygotować się lepiej do wyborów, niż cztery lata wcześniej, pod koniec maja 1844 roku zwołała konwencję w Baltimore. Naturalnym kandydatem miał być Martin Van Buren, jednak jego antyaneksyjne poglądy spowodowały, że swoje poparcie dla niego wycofał Andrew Jackson. Były prezydent, zwolennik „Boskiego Przeznaczenia” współpracował z liderami Partii Demokratycznej, by nie dopuścić do nominacji dla Van Burena. Zaproponował też kandydaturę Jamesa Polka, która w dziewiątym głosowaniu uzyskała wystarczającą większość. Kandydatem na wiceprezydenta został Silas Wright, jednak ponieważ nie przyjął on nominacji, Demokraci wystawili George’a Dallasa. Kandydatem Partii Wolności został James Birney. Ponieważ nastroje społeczne sprzyjały polityce ekspansji, Polk postulował aneksję Teksasu i Oregonu pod hasłem „fifty-four forty or fight” (ang. „pięćdziesiąt cztery czterdzieści albo wojna”), mając na myśli granicę przebiegającą na 54° 40’ równoleżniku. Widząc przewagę Demokratów, Clay zrewidował swoje stanowisko ws. ekspansji, co przysporzyło mu poparcia na południu, jednak pozbawiło go głosów na północy, zwłaszcza w stanie Nowy Jork.

## Kandydaci

### Partia Demokratyczna

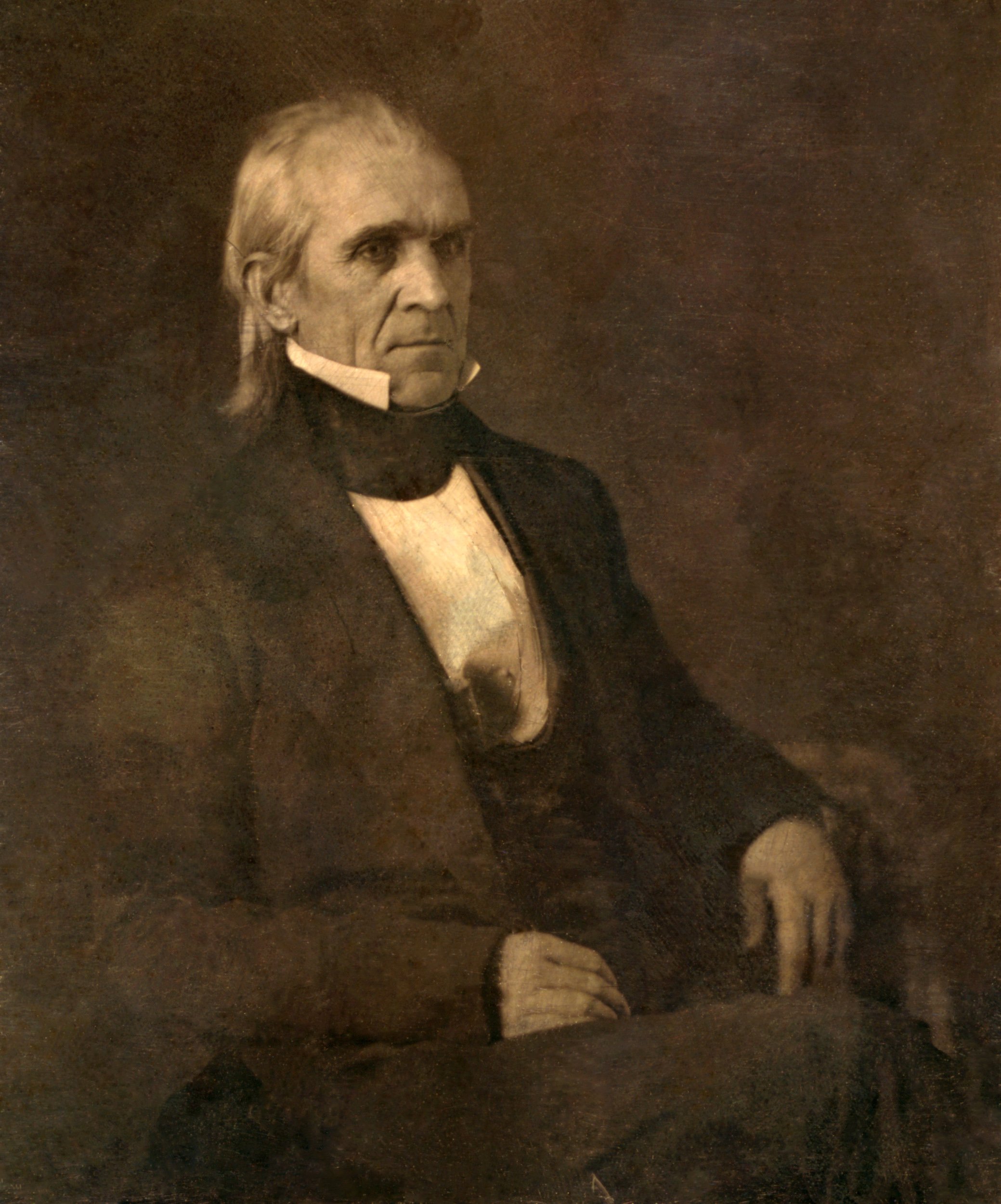
James Polk
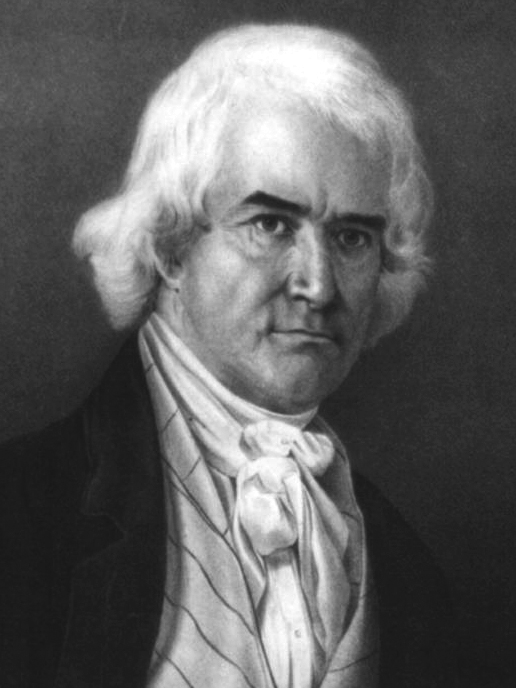
George Dallas

### Partia Wolności

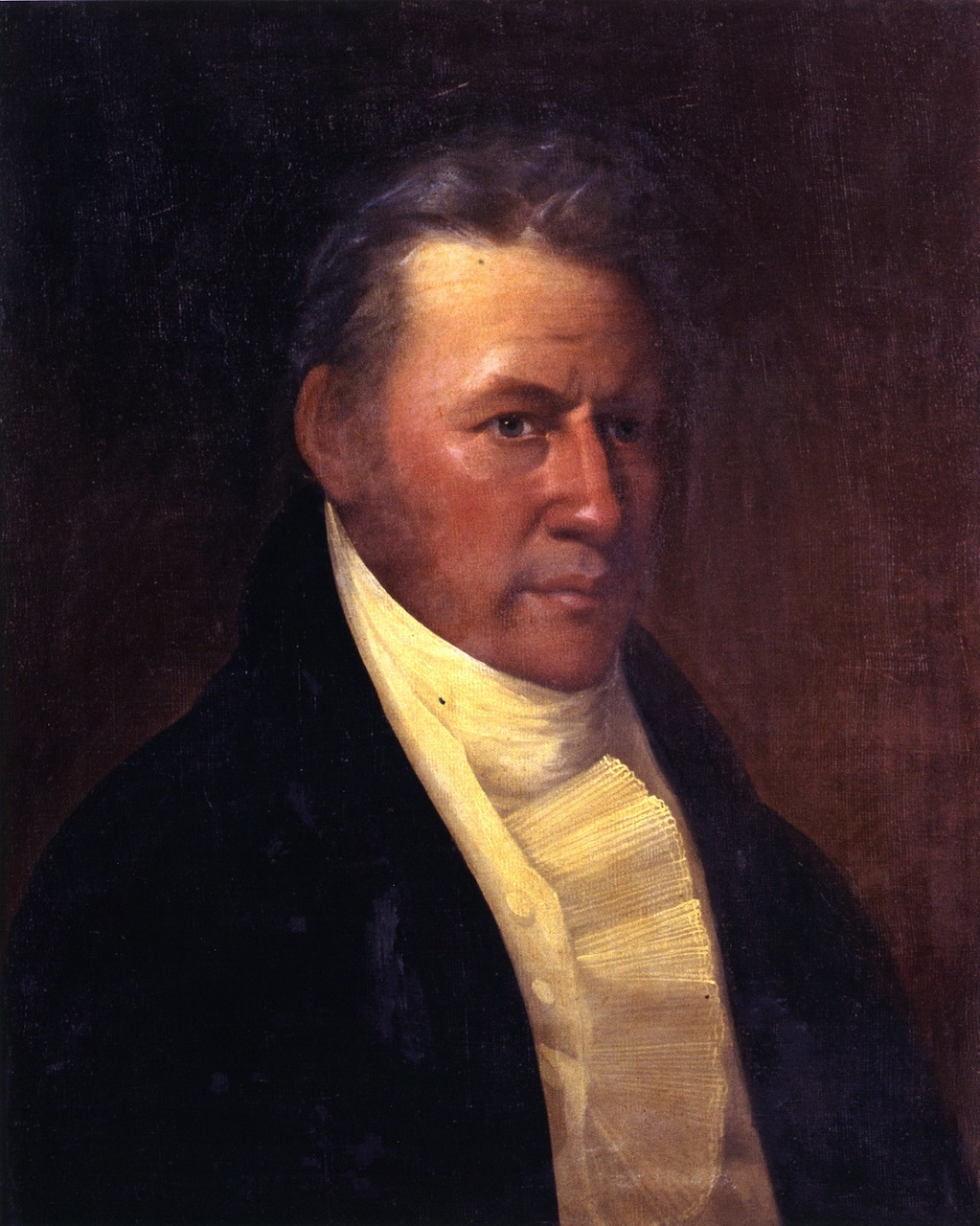
James Birney

### Partia Wigów

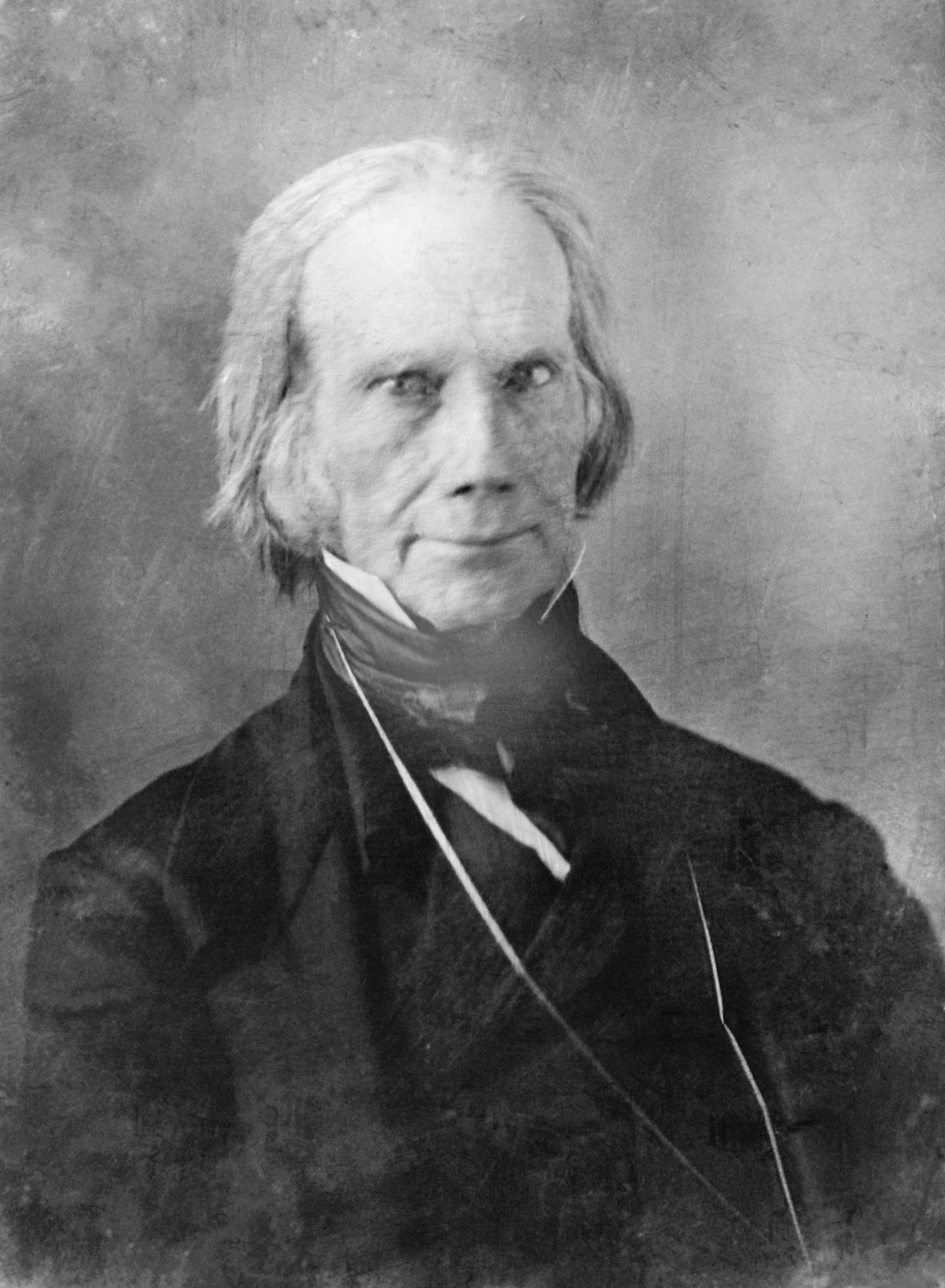
Henry Clay
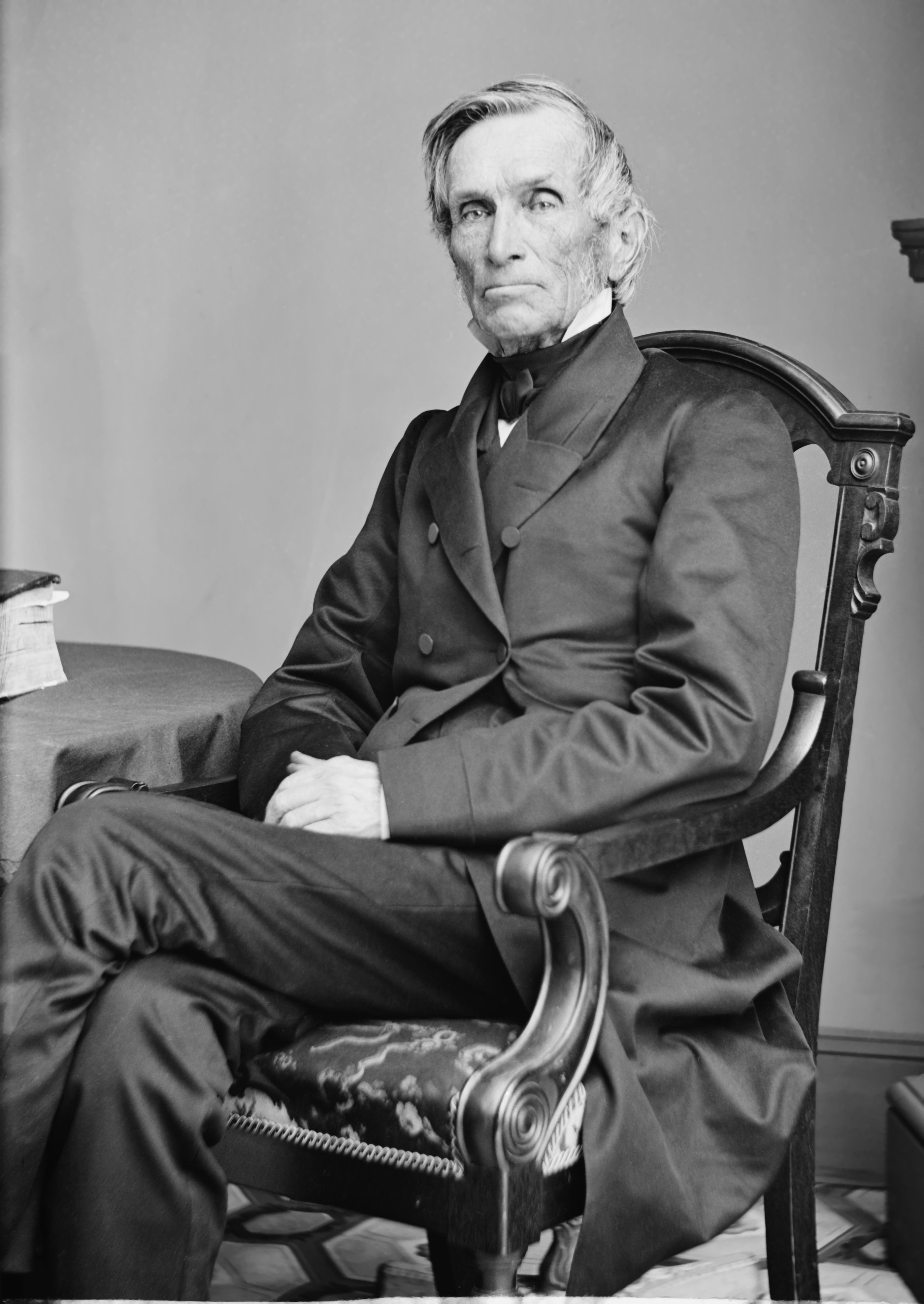
Theodore Frelinghuysen

## Wyniki głosowania
Głosowanie powszechne odbyło się 5 listopada 1844 i wzięło w nim udział ok. 2,7 mln osób. Polk uzyskał 49,5% poparcia, wobec 48,1% dla Claya. James Birney uzyskał 2,3% poparcia. Ponadto nieco ponad 2000 głosów oddano na niezależnych elektorów, głosujących na innych kandydatów. Frekwencja wyniosła 78,9%. W głosowaniu Kolegium Elektorów (zatwierdzonym 12 lutego 1845) Polk otrzymał 170 głosów, przy wymaganej większości 138 głosów. Na Claya zagłosowało 105 elektorów. W głosowaniu na wiceprezydenta zwyciężył George Dallas, uzyskując 170 głosów, wobec 105 dla Theodore’a Frelinghuysen.
James Polk został zaprzysiężony 4 marca 1845.
| Kandydat na prezydenta | Partia               | Głosowanie powszechne | Głosowanie powszechne | Kolegium Elektorów |
| Kandydat na prezydenta | Partia               | Głosy                 | Procent               | Kolegium Elektorów |
| ---------------------- | -------------------- | --------------------- | --------------------- | ------------------ |
| James Polk             | Partia Demokratyczna | 1 339 494             | 49,5%                 | 170                |
| Henry Clay             | Partia Wigów         | 1 300 004             | 48,1%                 | 105                |
| James Birney           | Partia Wolności      | 62 103                | 2,3%                  | 0                  |
| Łącznie                | Łącznie              | Łącznie               | Łącznie               | 275                |

| Kandydat na wiceprezydenta | Partia               | Kolegium Elektorów |
| -------------------------- | -------------------- | ------------------ |
| George Dallas              | Partia Demokratyczna | 170                |
| Theodore Frelinghuysen     | Partia Wigów         | 105                |
| Łącznie                    | Łącznie              | 275                |